# چاو (پول)
چاو، نام پول کاغذی است که در دوره ایلخان گیخاتوخان‌ و به تقلید از حکومت قوبیلای قاآن در چین، در ایران نیز رواج یافت. در واقع این نخستین بار در تاریخ فلات ایران بود که پول کاغذی در آن منتشر شد. در نتیجه شهر تبریز که نخستین چاوخانه در آن راه اندازی شد، نخستین شهر در این منطقه از جهان است که در آن اقدام به چاپ پول شده است.

## تاریخچه
مغولها، پس از تسلط خود بر سرزمینهای مغلوب، سکه‌های نقره رواج دادند. با آنکه در زمان مغول سکه نقره در ایران رایج بود، صرافان به علت تنزل ارزش پول و جلوگیری از تقلباتی که در دینار بود، از «تومان» به عنوان واحد پول استفاده می‌کردند که ارزش آن معادل ۱۰ هزار دینار بود. «تومان» پول محاسباتی محسوب می‌شد و به صورت فیزیکی وجود نداشت. مأموران دولت نیز برای جلوگیری از تنزل درآمد خزانه مالیاتها را به تومان وصول می‌کردند.  
در سال ۶۹۳ هجری قمری به واسطه تهی‌شدن خزانه دولت از پول، فساد دستگاههای دولتی و افزایش براتهای عمده خزانه که توسط عمال دیوان در مقابل خرید اسلحه صادر شده بود، فرمان رواج یک نوع پول کاغذی به نام «چاو» صادر و در هر شهر تشکیلاتی تحت عنوان «چاوخانه» ایجاد شد تا چاو جایگزین طلا و نقرهٔ رایج شود.

## منشأ واژه
پول کاغذی در چین «چائو» (Chao)، «چااو» (Cau) یا «تسان» نام داشت و در ایران با عنوان «چاو» معمول شد. این پول در چین به علت نظارت دقیقی که بر تولید آن می شد، نزد ایشان دارای اعتبار زیادی بود و تا مدتها استفاده از آن در این کشور رواج داشت.

## طراحی و چاپ
چاو عبارت بود از یک قطعه کاغذ مربع شکل که در یک طرف آن اسم گیخاتو و کلمات «لا اله الا الله محمد رسول‌الله» به خط چینی منقوش و در وسط آن ارزش چاو (از نیم درهم تا ده درهم) درج می‌شد. عبارت «پادشاه جهان در تاریخ ۶۹۳ این چاو مبارک را روان گردانید تغییر و تبدیل‌کننده را با زن و فرزند به یاسا رسانند و مال او را جهت دیوان بردارند» نیز در روی آن وجود داشت.
نخستین چاو در چاوخانه تبریز، چاپ و منتشر گردید.

## دستور رواج چاو
دستور استفاده از «چاو» در ایران در جمادی‌الاول ۶۹۳ هـ .ق/۱۲۹۵ م پس از پیشنهاد صدرالدین زنجانی و تأیید آن از طرف «پولاد چینگسانگ» نماینده قاآن در دستگاه ایلخانی صادر شد. رشیدالدین فضل الله در سخنانی دو پهلو، سخاوت گیخاتو و در اصل بی قیدی او در امور مالی و ماجراجویی وزیر را در این خصوص مهم شمرده و آن را بدعت دانسته است.
مجازات اشخاصی که از پذیرش چاو خودداری می‌کردند سخت بود، حتی به مجازات اعدام هم می‌رسید. با این وجود، انتشار چاو از ابتدا با عدم استقبال بازرگانان، کسبه و عموم روبه‌رو شد.

## علل رواج نیافتن پول کاغذی در ایران در عصر مغول
در چین مردم می توانستند در صورت نیاز و برای کارهای ضروری طلا و نقره در اختیار داشته باشند، در صورتی که در ایران انجام صنایع مرتبط با طلا و نقره ممنوع اعلام شده بود؛ یعنی بر اساس فرمان، هر حرفه و صنعتی که موجب مصرف زر و نقره می شد، ممنوع اعلام شده بود. همچنین در چین رواج اسکناس امری جا افتاده و دارای سابقه قبلی و از اعتبار و تضمین دولتی برخوردار بود، اما در ایران رواج اسکناس بدون پشتوانه لازم و برای پر کردن خزانه بود.
مردم ایران در این زمان به هیچ وجه به مغولان غیر مسلمان اعتماد نداشتند. شرایط بحرانی اقتصادی و خالی بودن خزانه و بی ثباتی نظام پولی هم مزید بر علت شده بود. از این روی، طبیعی بود که کاغذ پاره ای را در عوض مال نپذیرند. رواج اسکناس در ایران امری تحمیلی و یکسویه بود که تضمینی برای آن وجود نداشت. اصلاً موجودی مسکوکی در اختیار حکومت نبود تا به عنوان پشتوانه چاو مطرح باشد. به نظر می رسد منابع خزانه داری پس از واگذاری چاو آن را نمی‌پذیرفتند.
برخی امرا و بزرگان انتشار آن را به صلاح نمی‌دانستند. از آن گذشته، در برخی نواحی چاو پذیرفته نشد و در نواحی دیگر اصلاً  آن را به کار نگرفتند. به لحاظ اجتماعی هم مردم آن را نمی‌شناختند و مایه حیرت آنها شده بود. رواج چاو به عنوان راه حلی برای مشکلات مالی حکومت ایلخانی، نه تنها بحرانهای اقتصادی موجود را مهار نکرد، بلکه دامنه بحران را وسیعتر کرد.
نهایتاً گستردگی مخالفت ها بخاطر دستور انحصار معامله با چاو به آنجا رسید که این دستور پس از حدود دو ماه توسط گیخاتو لغو شد.

## پایان کار نخستین پول کاغذی ایران
دوران حاکمیت ایلخانان،  رشد نسبی اقتصاد شهری در بخش وسیعی از قلمرو ایشان را به همراه داشت. رونق نسبی اقتصاد شهری این عهد بدون وجود نظام پولی امکان پذیر نبود. اما نظام پولی در این عصر بسیار پراکنده و از هم گسیخته بود. با وجود آنکه در زمان غازان سکه یک شکل با وزن و عیار مشخص ضرب شد و این سکه های جدید وزن و عیار هماهنگ داشت، اما موفقیت های زمان غازان هم به دوره او محدود بود و قلمرو ایلخانی در دوران پس از حکومت غازان نظام پولی چندان هماهنگ و یکسانی نداشت. بی نظمی نظام پولی تنها در مواردی مانند زمان گیخاتو که با عملکردهای غلط اقتصادی همراه بود، به بحران اقتصادی انجامید. در زمان این ایلخان کمبود شدید نقدینگی، دستگاه حاکمه ایلخانی را به رواج پول کاغذی مجبور کرد، اما این ترفند نیز راه به جایی نبرد و تنها مشکلات موجود را افزایش داد. 
اما به هر حال هر چند ناموفق، چاو نخستین پول کاغذی بود که در تاریخ ایران و به عبارت دیگر در بین مسلمانان چاپ شد.